# Pipeline (película)
Pipeline (en hangul, 파이프라인; romanización revisada, Paipeulain) es una película de acción criminal surcoreana de 2021 dirigida por Yoo Ha y protagonizada por Seo In-guk, Lee Soo-hyuk y Eum Moon-suk. Cuenta la historia de seis ladrones que desean cambiar sus vidas robando petróleo escondido en un túnel a decenas de metros bajo tierra en Corea.Se estrenó en cines el 26 de mayo de 2021.

## Sinopsis
Corea tiene más de 1.200 km de oleoductos, lo que es vital para el país. Un ingeniero de perforación prodigio (Seo In-guk) encabeza un atraco petrolero para perforar este oleoducto contra grandes probabilidades de luchar contra una explosión catastrófica y la codicia corporativa.
Geon-woo (Lee Soo-hyuk), un rico propietario de una empresa de refinación de petróleo, establece un plan para robar petróleo del oleoducto entre Honam y la autopista Seúl - Busan en un mes. Pin Dol (Seo In-guk), el ingeniero de perforación forma un equipo con Jeob-sae (Eum Moon-Suk), el jefe de sección Na (Yoo Seung-mok), Geun-sab (Tae Hang-ho) y Counter (Bae Da-bin) para completar el atraco imposible. A medida que la tarea se retrasa debido a varios contratiempos, los riesgos se multiplican.

## Elenco
- Seo In-guk como Pin Dol-yi, ingeniero de perforación.[4]
- Lee Soo-hyuk como Geon-woo, diseñador de operaciones.
- Eum Moon-suk como Jeob-sae, soldador.
- Yoo Seung-mok como Jefe Na, mapeador de geografía subterránea.
- Tae Hang-ho como Geun-sab, excavador.[5]
- Bae Da-bin como contador de monitor.[6][7]
- Bae Yoo-ram como Man-sik.[8]
- Seo Dong-won como Ji Dae-han.
- Jung Jae-kwang como Sang-goo.
- Kim Yeon-kyo como la hija del jefe de sección Na.
- Yong Jin como subordinado 2 de 'Straw'.
- Woo Kang-min como líder del equipo de patrulla.
- Kang Doo-hyeon como Ae-song-i.

## Producción
En julio de 2019, se finalizó la elección del elenco de la película. Seo In-guk fue elegido como protagonista, con el personaje del ingeniero de perforación. Seo In-guk y Lee Soo-hyuk habían actuado juntos anteriormente en la serie dramática de tvN de 2014, High School King of Savvy y en la serie de 2021 Doom at Your Service.

### Rodaje
La fotografía principal comenzó el 23 de julio de 2019 y finalizó el 12 de noviembre del mismo año. La película estaba planeada para estrenarse en 2020, pero se pospuso debido al resurgimiento de la pandemia COVID-19.